# Ole Torvalds
Ole Torvald Elis Torvalds, före 6 november 1935 Saxberg, född 4 augusti 1916 i Ekenäs, död 9 februari 1995 i Åbo, var en finlandssvensk poet, journalist och översättare. Han är far till Nils Torvalds och farfar till Linus Torvalds. 

## Biografi
Ole Torvalds inledde sin journalistkarriär som redaktör för Västra Nyland i Ekenäs där han stannade fram till slutet av andra världskriget. Han var gift med Märta von Wendt och fick tre barn med henne. Hösten 1947 blev han redaktör för Österbottningen i Karleby (tidigare Gamlakarleby). Sommaren 1948 upplöstes äktenskapet med första hustrun och han gifte om sig med Meta Torvalds, fick två ytterligare barn och blev senare redaktör för Åbo Underrättelser.
1944 belönades Ole Torvalds med Svenska Dagbladets litteraturpris, som delades med Harry Martinson, Lars Ahlin och Elly Jannes. 1978 blev han hedersdoktor vid Åbo Akademi.

## Översättningar (urval)
- Kurt Baschwitz: Massan och du (Du und die Masse) (Natur och kultur, 1941)
- Pentti Haanpää: De vandrande stövlarna (Yhdeksän miehen saappaat) (Medén, 1945). Ny rev. uppl. Forum, 1976, med titeln Nio mans stövlar
- Kosti Vehanen: Efter applåderna (Bokförmedlingen, 1946)
- Mika Waltari: Sinuhe, egyptiern (Sinuhe, egyptiläinen) (Schildt, 1947)
- Omar Khayyam: Rubaiyat (svensk nytolkning ... efter Fitzgeralds andra engelska version 1868, Wahlström & Widstrand, 1948)
- Veikko A. Koskenniemi: Vandringsstaven: ett urval ur aforismsamlingarna Matkasauva, Elokuisia ajatuksia, Ihmisosa (Natur och kultur, 1961)
- Veikko A. Koskenniemi: Goethe-studier och andra litteraturhistoriska essäer (Natur och kultur, 1963)
- Reino Aaltonen: Hangö fästning (Hangon linnoitus) (Hangö stad, 1971)
- Paavo Haavikko: Ett sekel till havs: Effoas hundra första år 1883-1983 (Vuosisadan merikirja) (Effoa, 1983)
- Visor och ballader ur Kanteletar (översatta av Marita Lindquist, Ole Torvalds och Thomas Warburton, Schildt, 1989)

## Priser och utmärkelser
- Svenska Dagbladets litteraturpris 1944
- Publicistpriset 1957